# Shell Canada
Shell Canada Limited je společnost, která patří mezi největší integrované petrolejářské výrobce/prodejce v Kanadě. Společnost těží či produkuje zemní plyn, tekutý zemní plyn a přírodní asfalt (dehtové písky). Zároveň je velký distributor a prodejce petrolejových produktů. Patří mezi významné výrobce síry. Shell Canada vlastní mezinárodní akciová společnost Royal Dutch Shell. Shell Canada má hlavní sídlo v Calgary v provincii Alberta. Prvopočátky podnikání společnosti v Kanadě se datují od roku 1911, nyní společnost zaměstnává kolem 6000 lidí v celé zemi.